# Tatort: Der Tag des Jägers
Der Tag des Jägers ist ein deutscher Fernsehfilm aus der ARD-Krimireihe Tatort. Im Fall des Hessischen Rundfunks aus dem Jahr 2006 mit den Frankfurter Ermittlern Dellwo und Sänger geht es um die Ermordung eines Hausmeisters und einer sich anschließenden Geiselnahme. Es ist die 649. Tatort-Folge und der neunte Fall dieses Ermittlerteams.

## Handlung
Der Hausmeister eines Wohnkomplexes wird im Hinterhof bei der herbstlichen Arbeit mit einem Laubbläser aus einer der Wohnungen heraus erschossen. Fritz Dellwo wird zum Tatort gerufen und beginnt mit den Ermittlungen. Von einem Bewohner erfährt er, aus welcher Richtung der Schuss gekommen sein muss und dass einer der Bewohner, Müritz, Jäger ist. Die Gerichtsmedizinerin findet unterdessen heraus, dass der tödliche Schuss von einem Jagdgewehr abgefeuert worden sein muss, Dellwo lässt die Wohnung von Müritz stürmen. Dort finden Dellwo und seine Kollegen Frau Müritz gefesselt und geknebelt vor, sie gibt an, ihr Mann sei von ihrem Nachbarn, Markus Paulus, mitgenommen worden. Dellwo dringt in die Wohnung von Paulus ein und findet die komplett eingerichtete Familienwohnung leer vor. Im Gegensatz zum Rest der Wohnung ist das Arbeitszimmer von Markus Paulus komplett verwahrlost, in dem Zimmer finden er und Fromm ein Foto von dessen Frau und den zwei gemeinsamen Kindern, Frau Paulus lebt seit einiger Zeit von ihrem Mann getrennt mit einem neuen Mann zusammen.
Eine Ringfahndung nach Paulus und seiner Geisel wird sofort eingeleitet, doch er kann mit seiner Geisel entkommen. Frau Müritz sagt aus, sie und ihr Mann hätten wegen Ruhestörung aus der Wohnung Paulus die Polizei gerufen, die Beamten hätten für Ruhe gesorgt. Gegen 23 Uhr klingelte es an der Tür der Müritz’, Paulus wollte sich für die Unannehmlichkeiten entschuldigen. Dellwo erfährt unterdessen, dass Paulus eine Einzelkämpferausbildung als Bundeswehrzeitsoldat erhalten hatte. Zudem hatte es einen regelrechten Nachbarschaftskrieg mit regelmäßigen Polizeieinsätzen gegeben. Gegenüber Sänger sagt Frau Müritz weiter aus, dass Paulus eine Flasche Champagner dabei gehabt habe, als er sich entschuldigen wollte. Auf die Frage, wer auf den Hausmeister geschossen hat, antwortet Frau Müritz, dass sich die beiden Männer über die Jagd unterhalten hätten, ihr Mann habe Paulus das Gewehr gegeben, sie sei gegen zwei ins Bett gegangen und eingeschlafen, bis Paulus plötzlich im Schlafzimmer stand und sie mit dem Gewehr ihres Mannes bedroht hätte. Als Sänger einwendet, dass es nicht möglich gewesen sei, dass Paulus gleichzeitig sie und ihren Mann mit dem Gewehr in Schach gehalten haben könne, verliert Frau Müritz zum wiederholten Mal die Fassung und verlangt nach einem Anwalt. Schließlich sagt sie weiter aus, dass Paulus sie gezwungen habe, im Wohnzimmer Platz zu nehmen, er habe dem Ehepaar Vorwürfe gemacht und ihnen wegen des Nachbarschaftsstreits die Schuld am Scheitern seiner Ehe gegeben.
Währenddessen ist Paulus mit Müritz zum Haus von seiner Ex-Frau gefahren. Müritz bemerkt spitz, dass sie offensichtlich von einem anderen Mann schwanger sei und versucht, Paulus zu animieren, seine Ex-Frau mit Müritz’ Gewehr zu töten, was dieser jedoch nicht tut. Unterdessen sagt Frau Müritz aus, dass Paulus am Fenster gestanden und den Hausmeister am frühen Morgen erschossen habe, als der Lärm im Hof losgegangen sei. Polizisten, die aufgrund der potentiellen Gefährdungslage bei Frau Paulus’ Haus Streife fahren, fällt Müritz’ Wagen auf, mit dem die Männer unterwegs sind, als dieser wegfährt, wird eine Fahndung eingeleitet. Staatsanwalt Scheer geht von Paulus als einen Amokläufer aus. Als die beiden Männer aus dem Radio von der Fahndung erfahren, bietet Müritz an, zu gehen und den Beamten gegenüber auszusagen, Paulus habe ihn freigelassen, doch Paulus zwingt Müritz, bei ihm zu bleiben. Müritz schafft es kurz darauf, Paulus zu überwältigen und ihn seinerseits zu bedrohen, doch ist die Waffe ungeladen und Paulus kann diese wieder an sich nehmen und laden, er zwingt Müritz, mit ihm in den Wald zu gehen. Sänger vernimmt Frau Paulus, als diese erfährt, dass Paulus Müritz als Geisel genommen hat, verliert sie die Fassung. Sie erzählt, dass die Müritz’ sich über jedweden Kinderlärm beschwert und ihnen damit das Leben zur Hölle gemacht hätten. Müritz hatte auf Mietminderung geklagt, Frau Paulus bezeichnet Frau Müritz als psychisch krank, sie reagierte allergisch auf das kleinste Kindergeräusch. Die Ehe der Paulus sei bereits in einer Krise gewesen, der Nachbarschaftsstreit sei aber letztlich der Auslöser der Trennung gewesen.
Müritz versucht unterdessen, zu fliehen und macht einen Polizeihubschrauber auf sich aufmerksam, die Beamten, die die Situation aus dem Lagezentrum beobachten, bemerken, dass Paulus nicht auf ihn schießt. Der belgische Kriminalpsychologe van Boiten, der gerade wegen eines Symposiums in Frankfurt zu Gast ist, bezweifelt daraufhin, dass Paulus ein Mörder ist und auf den Hausmeister geschossen hat. Kurz darauf kann eine Polizeieinheit Müritz befreien, auf der Flucht fällt zufällig Dellwo als Geisel in Paulus’ Hände. Van Boiten sieht Dellwo im Gegensatz zu dessen Kollegen nicht in Gefahr, da er nicht glaubt, dass dieser ein Mörder sei. Es ergebe keinen Sinn, dass er den Hausmeister erschossen haben soll, wo er doch lediglich eine Frau zurückgewinnen oder sie schuldig fühlen lassen wollte. Fromm kommt daraufhin auf die Idee, das Ehepaar auf Schmauchspuren untersuchen zu lassen. Paulus verschanzt sich mit Dellwo auf einem Hochsitz im Wald, Paulus drängt auf ein Gespräch mit seiner Frau. Herr Müritz wird unterdessen ins Präsidium gebracht und vernommen. Nachdem er mitbekommt, dass Paulus für die Beamten nicht als Täter feststeht, reagiert er gereizt. Er sagt aus, dass Paulus seinen Besuch am Vorabend als Abschiedsbesuch angekündigt habe. Sänger konfrontiert Müritz damit, dass Paulus’ Fingerabdrücke auf dem Lenkrad von Müritz’ Wagen gefunden wurden, dies passt nicht zu der Version, dass Paulus ihn permanent mit der Waffe bedroht hat, Müritz erklärt dies mit seinem Schockzustand.
Van Boiten sucht unterdessen Frau Müritz zu einer Befragung auf. Sie gibt schließlich zu, dass Paulus an dem Abend keine Musik, sondern aufgezeichnetes Kindergeschrei auf seiner Anlage abgespielt habe. Sie sei daraufhin so genervt gewesen, dass ihr Mann mit seinem Jagdgewehr hinunter zu Paulus’ Wohnung gegangen sei, Paulus habe aber nicht geöffnet, eine Nachbarin bestätigt dies. Damit konfrontiert, behauptet Müritz, sein Gewehr sei nicht geladen gewesen. Frau Müritz gibt van Boiten über schließlich zu, dass Paulus bei seinem Versöhnungsbesuch diese schamlos auf deren Kinderlosigkeit angesprochen hatte. Daraufhin hatte Müritz Paulus mit einer Waffe bedroht, dieser ist aber nicht gegangen. Stattdessen nahm Paulus Müritz’ unglückliche Frau, die unter ihrer Kinderlosigkeit leidet, in den Arm und forderte Müritz auf, dies auch zu tun. Müritz konnte dies allerdings nicht und schlug Paulus mit dem Gewehr nieder, um die Situation zu beenden. Als Paulus wieder zu sich kam, forderte er Müritz auf, ihn zu erschießen, auch Frau Müritz bestärkte ihn darin. Als der Hausmeister mit dem Laubblasen begann, schrie Paulus, dass Müritz das hinnehme, Kindergeschrei aber bekämpfe, daraufhin erschoss Müritz den Hausmeister. Paulus lässt unterdessen, nachdem er eingesehen hat, dass ein Gespräch mit seiner Ex-Frau sinnlos ist, Dellwo frei. Paulus begeht schließlich einen Suicide by cop.

## Hintergrund
Die Folge wurde bei der Erstausstrahlung von 6,5 Millionen Zuschauern verfolgt, was einem Gesamtmarktanteil von 17,5 % entsprach. In der werberelevanten Zielgruppe sahen 1,39 Millionen bei 8,6 Prozent Marktanteil zu. Die Folge wurde zwischen dem 8. März und dem 12. April 2006 in Frankfurt, Königstein, Falkenstein und Umgebung gedreht und trug den Arbeitstitel "Amok".

## Kritik
Die Kritiker der Fernsehzeitschrift TV Spielfilm beschrieben diesen Tatort mit „Ein Nachbarschaftskrieg und ein Ehedrama scheuern hier die Nerven blank, bis es richtig knallt“. Sie zeigten den Daumen hoch und resümierten: „Schnell, spannend und ohne Ballast“.